# 1995年航空
此條目列出1995年發生有關航空運輸的事件。

## 事件

### 2月
- 2月18日：河北省石家莊市石家莊正定國際機場啟用。
- 2月28日：科羅拉多州丹佛丹佛國際機場啟用。

### 4月
- 4月5日：內蒙古自治區烏蘭浩特市烏蘭浩特義勒力特機場啟用。
- 4月15日：湖北省武漢市武漢天河國際機場啟用。
- 4月28日：西藏自治區昌都市昌都邦達機場啟用，成為當時世界上海拔最高的機場。

### 6月
- 6月18日：廣東省珠海市珠海金灣機場啟用。

### 7月
- 7月13日：雲南省麗江市麗江三義國際機場啟用。
- 7月：廣西壯族自治區梧州市梧州長洲島機場啟用。

### 8月
- 8月25日：空中巴士A319進行首飛。

### 9月
- 9月21日：新疆維吾爾自治區塔城地區塔城市塔城千泉機場啟用。

### 11月
- 11月9日：澳門國際機場啟用。
- 11月28日：雲南省大理市大理鳳儀機場啟用。

### 12月
- 12月1日：香港機場管理局成立，負責管理赤鱲角香港國際機場，但不管理當時仍然營運中的啟德機場。